# Szarvasy Imre
Szarvasy Imre (Pest, 1872. január 5. – Balatonfüred, 1942. május 15.) vegyészmérnök, fizikokémikus, egyetemi tanár, a Magyar Tudományos Akadémia rendes tagja. A magyarországi elektrokémiai kutatások iskolateremtő alakja, közel négy évtizeden keresztül volt e tudományszak első egyetemi tanára Magyarországon.

## Életútja
A budapesti Királyi József Műegyetemet vegyészmérnöki oklevéllel végezte el 1894-ben, amelyet 1896-ban a Budapesti Tudományegyetemen megszerzett bölcsészdoktori oklevéllel egészített ki. 1894-től 1897-ig a műegyetem kémiai technológiai, majd általános és elméleti kémiai tanszékén oktatott tanársegédként. 1897 és 1899 között előbb a Berlini Műszaki Főiskolán, majd a londoni Royal Institution Davy–Faraday Kutatólaboratóriumban végzett elektrokémiai kutatásokat. Hazatérését követően, 1899-től adjunktusi címmel folytatta az oktatómunkát a műegyetem általános kémiai tanszékén. 1900-ban az elektrokémia magántanárává habilitált, 1902 után már címzetes nyilvános rendkívüli, 1905-től haláláig pedig nyilvános rendes tanári címmel vezette az általa alapított elektrokémiai tanszéket. Egyidejűleg 1914-től 1917-ig az egyetemes és vegyészmérnöki kar dékáni, 1925-től 1927-ig pedig a műegyetem rektori tisztét töltötte be.
Oktatói pályájával párhuzamosan 1912-től 1920-ig a Szabadalmi Tanács, majd 1920-tól 1927-ig a Szabadalmi Felsőbíróság ülnökeként tevékenykedett. 1927-től 1932-ig a felsőház tagja volt.

## Munkássága
Tudományos pályája során főként a kémiai technológia fizikai vonatkozásaival foglalkozott, elsősorban az elektrokémia területén alkotott maradandót. Behatóan tanulmányozta a váltakozó árammal táplált elektrolitban végbemenő szerves és szervetlen kémiai reakciókat, az elektrotermikus folyamatokat, s úttörő módon  az elektromosságnak a növények egyedfejlődésére gyakorolt hatását. Leírta az indulinszínezékek elektrolízis útján való előállításának módszerét, eljárásokat dolgozott ki alumíniumsók vizes oldatából alumínium-hidroxidok, valamint metánból oxidáció útján metil-alkohol kinyerésére. Mindemellett többek között foglalkozott az arzén- és szénvegyületek analitikájával, a fémek fényérzékenységével, valamint gázreakció-kinetikával. Kutatási eredményeivel hozzájárult az erdélyi földgáz vegyipari alkalmazásához (klórozás, termikus bontás), valamint bauxitfeldolgozó eljárásokhoz.
A Magyar Chemiai Folyóirat szerkesztőségi tagja volt.

### Társasági tagságai és elismerései
1910-ben a Magyar Tudományos Akadémia levelező, 1922-ben rendes tagjává választották. 1909 és 1929 között a Királyi Magyar Természettudományi Társulat választmányi tagja és kémiai szakosztályának tagja, 1916-tól a Szent István Akadémia rendes tagja volt.

### Főbb műve
- Elektrochemia. Összeáll. Huttkay Sándor. Budapest: Németh. 1924.